# Abu-l-Khattab al-Maafirí
Abu-l-Khattab Abd-Al·lah ibn as-Samh al-Maafirí al-Himyarí al-Yamaní, més conegut simplement com a Abu-l-Khattab al-Maafirí, fou el primer imam elegit pels ibadites del Magrib.
Era un dels cinc missioners enviats pel cap espiritual ibadita de Bàssora Abu-Ubayda at-Tamim amb l'orde de fundar un imamat. La predicació va tenir èxit i el 757/758 es va formar un imamat a Tripolitana del que fou elegit imam Abu-l-Khattab en un consell secret dels notables ibadites a Sayyad, prop de Trípoli. Fou reconegut pels nafusa, els hawwara i altres tribus, amb el suport de les quals es va apoderar de tota la Tripolitana. Trípoli va esdevenir la seva capital.
El juny/juliol del 758 les seves forces van ocupar Kairuan a Ifríqiya, que en aquell moment estava en mans de la tribu amaziga del warfadjdjuma, que eren sufrites; el govern de la ciutat fou confiat a Abd-ar-Rahman ibn Rústam que més tard va fundar un imamat ibadita a Tahart (vegeu Rustúmides). L'estat ibadita d'Abu-l-Khattab va arribar a abraçar la Tripolitana, Ifríqiya i la part oriental de la moderna Algèria. Les relacions amb els sufrites de Sigilmasa suggereixen també una influència sobre aquest estat.
Muhammad ben al-As'ath al-Khuza'i, governador abbàssida d'Egipte, va enviar a Ifríqiya un exèrcit considerable dirigit pel general al-Awwam ibn Abd-al-Aziz al-Bajalí (abril del 759) però els ibadites el van derrotar només entrar en el seu territori, al país de Surt, a la zona costanera a l'est de Tripolitana, al lloc de Maghmadas, l'antiga Macomades Syrtis o Macomades Selorum.
El 760 es va enviar un segon exèrcit, sota comandament d'Abu-l-Àhwas Úmar ibn al-Àhwas al-Ijlí, que també fou derrotat a Maghmadas (clàssica Macomades Sirtis, moderna Marsa Zafran).
Mentre el governador egipci Muhammad ben al-Ash'ath havia rebut l'orde del califa d'anar personalment a la zona rebel, combatre els amazics, i agafar el govern d'Ifríqiya. El governador va obeir i va sortir el 761 amb un exèrcit. Abu l-Khattab va sortir al seu encontre amb la seva gent; el governador va fingir que retornava cap a Orient i l'imam va dispersar les seves forces, i llavors el governador va retornar; l'imam va cridar a les tribus més properes pel combat, ja que no donava temps a cridar a les més allunyades. Els dos exèrcits es van enfrontar a Tawurgha, prop de la costa a pocs dies de marxa a l'est de Trípoli, i no lluny del lloc de la batalla del 759; Muhammad ben al-Ash'ath va obtenir la victòria (mai/juny del 761) i l'imam va morir junt amb uns dotze mil homes. L'agost del 761 el governador entrava a Kairuan. El 762 el país de Waddan (l'interior de la Tripiolitana oriental) fou conquerit, la capital (que no s'esmenta) ocupada i la població ibadita massacrada.